# Борнау, Себастиан
Себастиан Борнау (нидерл. Sebastiaan Bornauw; род. 22 марта 1999, Веммел, Фламандский регион) — бельгийский футболист, защитник клуба «Лидс Юнайтед» и сборной Бельгии.

## Клубная карьера

### «Андерлехт»
Себастиан является воспитанником академии «Андерлехта». С сезона 2017/2018 привлекался к тренировкам с основной командой. 28 июля 2018 года дебютировал в Лиге Жюпиле в поединке против «Кортрейка», проведя весь матч от начала до конца . Впоследствии стал ключевым защитником клуба, несмотря на юный возраст. В общей сложности сыграл в 23 матчах лиги и забил один гол в своем дебютном сезоне.

### «Кёльн»
6 августа 2019 года присоединился к «Кёльну», подписав пятилетний контракт. Свой первый гол в Бундеслиге забил 20 октября 2019 года в игре с «Падеборном». В своем первом же сезоне в «Кёльне» стал ключевым игроком клуба, проведя 28 матчей и забив 6 мячей. В общей же сложности принял участие в 54 играх команды из Кёльна, в которых забил 7 мячей. 

### «Вольфсбург»
16 июля 2021 года «Кёльн» объявил, что Борнау перешел в «Вольфсбург», с которым подписал контракт до 2026 года. Свой первый гол за «Вольфсбург» он забил 26 февраля 2022 года в матче против «Боруссии» из Менхенгладбаха, завершившемся со счетом 2:2. За четыре года на счету Себастиана 88 проведенных матчей в чемпионате и 4 забитых гола.

### «Лидс Юнайтед»
1 июля 2025 года «Лидс Юнайтед» заключил с Борнауом четырехлетний контракт. Сумма трансфера составила около 6 миллионов евро.

## В сборной
Борнау являлся игроком юношеских сборных Бельгии различных возрастов. Участник Чемпионата Европы по футболу 2016 среди юношей до 17 лет. На турнире отыграл все три встречи своей команды, но сборная не смогла выйти из группы.
Летом 2019 года Себастиан был приглашён в сборную для участия в Чемпионате Европы среди молодёжных команд, который проходил в Италии. Во втором матче в группе против Испании он отличился голом на 24-й минуте, однако его команда уступила 1:2.
8 октября 2020 года дебютировал в составе взрослой сборной в товарищеском матче с командой Кот-д'Ивуара, завершившемся со счетом 1:1.